# Gruzija-film
Gruzija-film (gruz. ქართული ფილმი kartuli pilmi, ros. Грузия-фильм) – radzieckie i gruzińskie studio filmów fabularnych, dokumentalnych i animowanych z siedzibą w Tbilisi. Zostało założone w 1921. W latach 1948–1952 jako jedyne studio filmowe w ZSRR, produkowało 2–4 filmy rocznie (pozostałe studia filmowe w alianckich republikach produkowały niewiele lub nic). W 1956, kiedy telewizja gruzińska zaczęła nadawać, uruchomiono oddział telewizyjny.

## Filmografia

### Filmy animowane
- 1968: O moda, moda!
- 1970: Osiołek i wilk
- 1975: Dziewczynka i gąsior
- 1977: Mistrz Posetatz na dnie morza

### Filmy fabularne
- 1982: Kukaracza